# Auteursdomein
Stichting Auteursdomein is een Nederlandse nonprofituitgeverij en belangenbehartiger voor auteurs. Auteursdomein werd in 2005 opgericht door  Pauline van de Ven en Eisjen Schaaf met het doel de positie van auteurs die door concentratie in de uitgeverijsector en langdurige overproductie in het boekenvak was verzwakt, te versterken. De niet-gesubsidieerde stichting maakte waardevolle literatuur die door de oorspronkelijke uitgever steeds sneller werd gediscontinueerd en dan ook echt verdwenen was, opnieuw beschikbaar met behulp van de destijds nieuw opgekomen voorraadvrije technieken van printing-on-demand en e-boek. In 2010 werd een online pre-press studio opgezet met behulp waarvan elders gedebuteerde auteurs eigen uitgaven persklaar konden maken en door middel van een aansluiting op het Centraal Boekhuis nationaal en internationaal konden distribueren in het boekhandelskanaal. Tot 2018 werden ruim vijftig literaire titels heruitgegeven. Sinds 2015 is de uitgeverij in het handelsverkeer een imprint van De Vrije Uitgevers. 
In 2008 procedeerde Auteursdomein met succes om de openstelling in het publieke domein van de tot dan toe besloten Nederlandse ISBN-titelbank. Hoewel de zaak voor de Mededingingsautoriteit verloren werd, stelde het Centraal Boekhuis de ISBN-bank open onder druk van een door de stichting opgesteld petitieregister dat getekend werd door honderden schrijvers en andere betrokken personen en instellingen, onder wie staatssecretaris van cultuur in kabinet-Kok II Rick van der Ploeg. Tussen 2005 en 2010 speelde ze een rol bij de versterking van auteurscontracten bij de opkomst van e-boeken en bij het tegengaan van de erosie van auteursrechten op internet. Met behulp van een recensiecode probeerde Auteursdomein een pluriforme beoordeling van literatuur op het internet te bevorderen die voldoet aan algemeen aanvaarde normen voor kwaliteit en integriteit. De opkomst van een online markt voor gebruikte boeken en restpartijen, die tot gevolg had dat eenmaal gepubliceerd werk veelal langdurig en gemakkelijk verkrijgbaar bleef, verminderde na 2010 de betekenis van de stichting als backlist-uitgeverij voor levende auteurs. Sinds 2014 worden naast vergeten literaire klassieken incidenteel nieuwe titels uitgegeven. In de belangenbehartiging ligt de nadruk op economische zelfstandigheid voor auteurs.   